# Ludwig Günther II. (Schwarzburg-Rudolstadt)

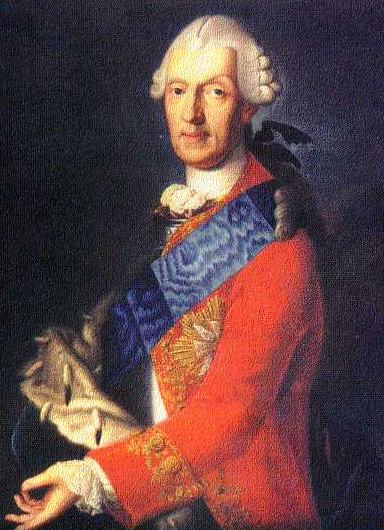
Fürst Ludwig Günther II. von Schwarzburg-Rudolstadt

Ludwig Günther II. von Schwarzburg-Rudolstadt, auch Ludwig Günther IV. (* 22. Oktober 1708 in Rudolstadt; † 29. August 1790 ebenda), war von 1767 bis 1790 regierender Fürst von Schwarzburg-Rudolstadt und gehörte zum Haus Schwarzburg.

## Leben
Ludwig Günther war der jüngste Sohn des Fürsten Ludwig Friedrich I. von Schwarzburg-Rudolstadt und dessen Gemahlin Anna Sophie, geborene Prinzessin von Sachsen-Gotha-Altenburg. Der Prinz wuchs als dreizehntes und jüngstes Kind mit sieben Schwestern und drei Brüdern in Rudolstadt auf. Da er in der Erbfolge erst an vierter, seit 1726 an zweiter Stelle stand, zählte er zu den apanagierten Prinzen. Zwischen 1722 und 1731 hielt sich Ludwig Günther kaum in Rudolstadt auf; er besuchte lediglich zweimal das Fürstentum. Zuerst begann er 1722 ein Studium in Utrecht, wo Vorlesungen über Staatsrecht gehört wurden. Anschließend folgte 1723 ein Aufenthalt in Genf und die Rückkehr nach Utrecht. Der Prinz hatte gesundheitliche Probleme, sodass 1724 Italien als Reiseziel gewählt wurde. Dort konnte er die Kunstgüter des Landes bewundern. Die Reise wurde 1725 mit Besuchen in Genf und Bern beendet.
Ludwig Günther nahm von 1726 bis 1731 im Dienste Österreichs eine Obristenstelle in Mailand an. Wegen Problemen mit dem Gehör beendete er auf eigenen Wunsch seine militärische Karriere. Zurück in Rudolstadt lebte er zwischen 1731 und 1733 auf der Friedensburg und dann auf der Heidecksburg. 1734 wurde unterhalb der Heidecksburg der Bau von Schloss Ludwigsburg als der zukünftige Wohnsitz begonnen. Das Barockschloss erhielt ihm zu Ehren den Namen Ludwigsburg und konnte 1742 bezogen werden. Ein Deckenfresko im Schloss zeigt Ludwig Günther mit griechischen Göttern. Nach dem Tod seines Neffen, des Fürsten Johann Friedrich, zog er 1767 als Landesherr von Schwarzburg-Rudolstadt von der Ludwigsburg auf die Heidecksburg um.

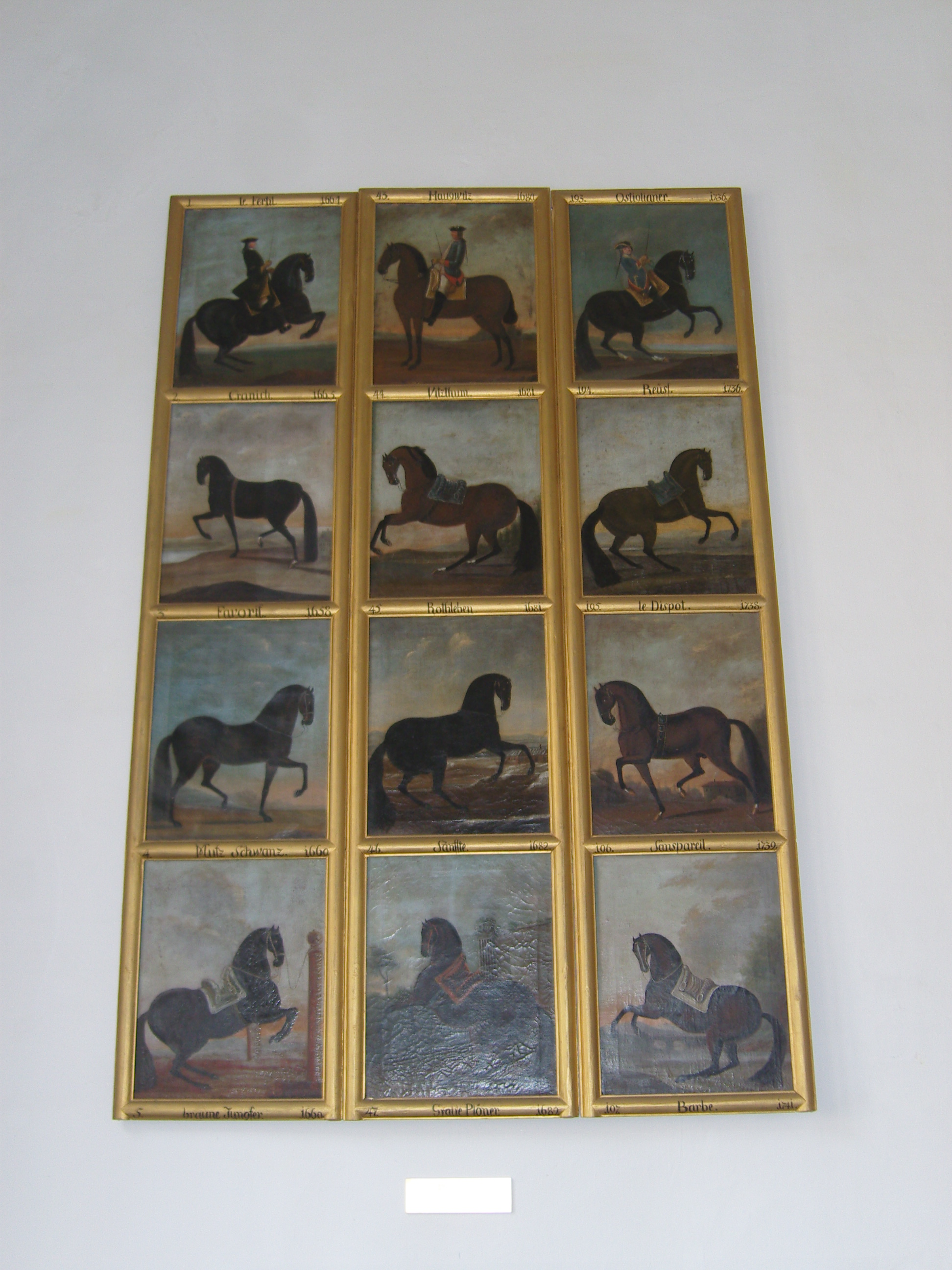
12 Pferdebilder gemalt von Fürst Ludwig Günther II.; ausgestellt in der Heidecksburg; ursprünglich aus dem Pferdezimmer von Schloss Schwarzburg

Seitdem diente das Palais als fürstliche Zeichenschule und Naturalienkabinett des Erbprinzen Friedrich Karl. Bereits 1738 hatte Ludwig Günther hier ein Münzkabinett anlegen lassen. Seine Mutter, die selbst eine Raritätensammlung besaß, weckte die Sammelleidenschaft ihres Sohnes, der schon als Kind auf Besuchen mit ihr in Gotha die bedeutende Münzsammlung seines Onkels, Herzog Friedrich II. von Sachsen-Gotha-Altenburg, in Augenschein nehmen konnte. Dessen Sammlung, zusammen mit der 1712 angekauften Münzsammlung des Arnstädter Fürsten Anton Günther, gehörte schon im 18. Jahrhundert zu den bedeutendsten dieser Art und zeigte darüber hinaus über 600 deutsche Brakteaten in einer gesonderten Mittelaltersammlung. Fürst Ludwig Günther II. ließ nach seinem Umzug auf die Heidecksburg seine Münzsammlung hierher verbringen, durch Münzschränke und gezielte Münzankäufe vergrößern und die Sammlung 1776 archivieren. Da unter seinen Nachfolgern nur geringes Interesse bestand und ein Teil abhandenkam, belief sie sich 1919 auf 1.710 Exponate, die heute Teil der 5.000 Stücke umfassenden Münzsammlung der Heidecksburg sind.
Im Jahr 1767 wurde Ludwig Günther in höherem Alter zum Fürsten. Die Regierungsgeschäfte wurden von Kanzler Christian Ulrich von Ketelholdt erledigt. Zu diesem bestand ein gutes Verhältnis, und es wurde ein regelmäßiger sozialer Kontakt gepflegt. So wurde die Regentschaft de facto vom Kanzler erledigt. Der Fürst hatte diverse Beschäftigungen, unter anderem war er sehr begeistert von Pferden. 1778 legte Fürst Ludwig Günther II. mit der Einrichtung einer Hofbibliothek im Westflügel der Heidecksburg den Grundstein für die heute etwa 7.000 Bücher umfassende Schlossbibliothek. Neben Mappenwerken, die der Fürst aus Italien mitbrachte, ließ er auch Arbeiten renommierter Künstler ankaufen. Der Gelehrte Hirsching hebt in seiner Beschreibung sehenswürdiger Bibliotheken Teutschlands von 1786 den Anteil des Fürsten hervor, der mit Seiner aus etlich tausend Stücken bestehenden geschmackvollen Kupferstichsammlung, worunter sich auch die Hogarthischen Kupfer befinden die Bibliothek bereichert hat. 1784 erteilte der Fürst drei aus Dessau zugezogenen jüdischen Familien eine Handelskonzession und schuf damit die Grundlage für die Entstehung einer jüdischen Gemeinde in Rudolstadt.
Ludwig Günther II. starb am 29. August 1790 und ihm folgte sein Sohn Friedrich Karl als regierender Fürst.

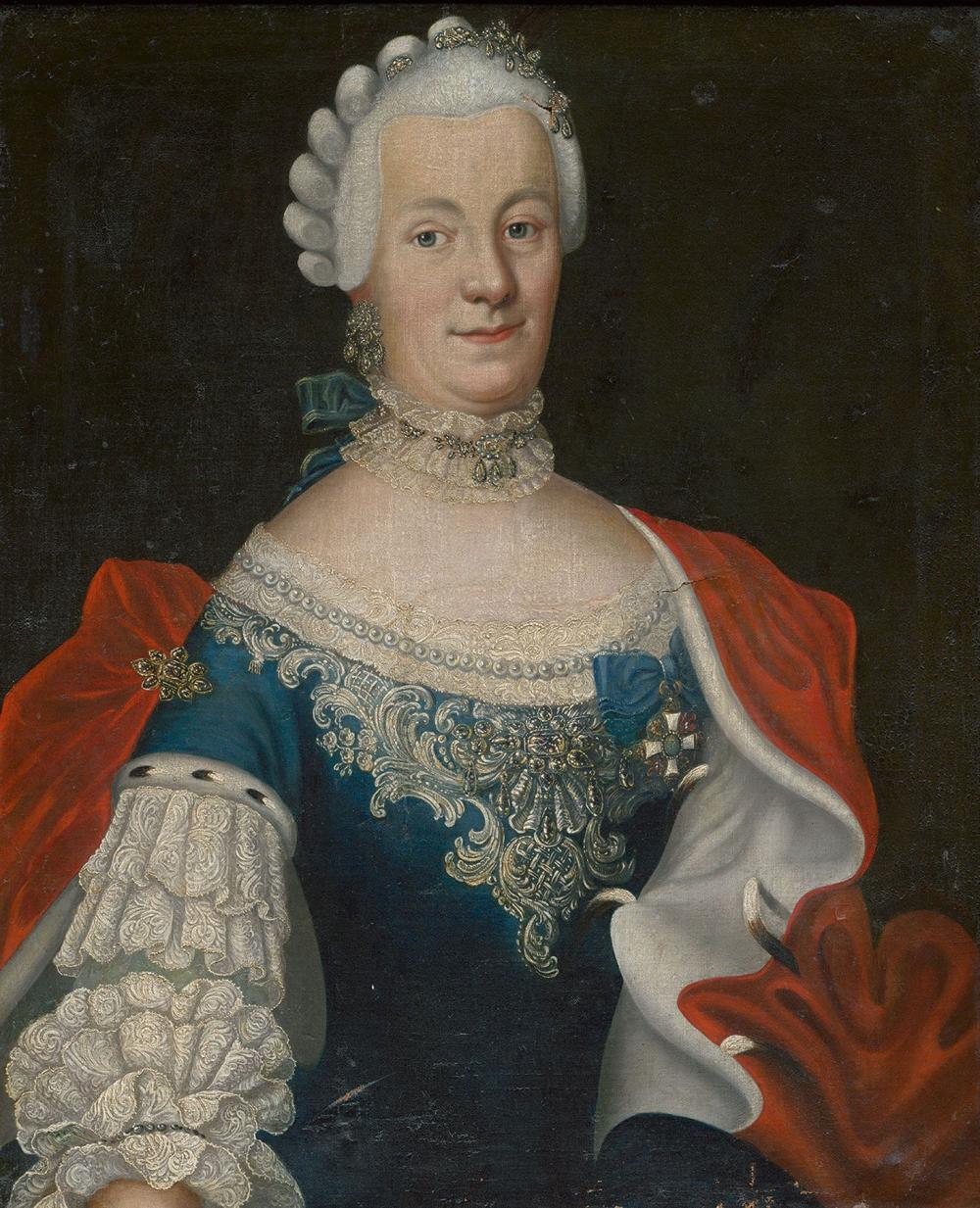
Fürstin Sophie Henriette

## Ehe und Nachkommen
Ludwig Günther heiratete am 22. Oktober 1733 in Greiz Gräfin Sophie Henriette Reuß zu Untergreiz (1711–1771). Aus dieser Ehe entstammen folgende vier Kinder:
- Friederike Sophie (*/† 1734)
- Christiane Friederike (* 5. Juli 1735; † 17. April 1788), Kanonissin zu Gandersheim
- Friedrich Karl (1736–1793), Fürst von Schwarzburg-Rudolstadt
- Christian Ernst  (*/† 1739)